# Erik Larsen
 For alternative betydninger, se Erik Larsen (flertydig). (Se også artikler, som begynder med Erik Larsen)
Erik Larsen (født 19. maj 1944, død 30. november 2022) ) var en dansk politiker fra Venstre.
Erik Larsen blev født i Rudkøbing som søn af malermester Aksel Larsen og Else Larsen, og han gik i Skaarup Skole 1951-58, dernæst på Hellebjerg Idrætsungdomsskole 1959-60, og senere gik han på Dalum Landbrugsskole i 1965. Det dannede grundlag for hans erhverv, idet Erik Larsen var gårdejer i perioden 1966-98 og igen fra 2005-14.
Han blev i 1970 medlem af Egebjerg Kommunalbestyrelse, hvor han sad til 1986. I 1976 vikarierede han en kort periode som borgmester, og han overtog posten på fast basis i 1978 indtil hans udtræden i 1986. Herefter blev han formand for skolekommissionen til 1990. Endvidere var han fra 1985 til 2015 formand for bestyrelsen for A/S Svendborg Avis.
I 1987 blev Erik Larsen valgt som Venstres folketingskandidat i Svendborgkredsen, og han blev midlertidigt medlem af tinget i perioden 30. januar – 8. februar 1990, inden han ved folketingsvalget 1990 selv blev valgt ind. Han sad som repræsentant for Fyns Amtskreds til 8. februar 2005.
Larsen var formand for Folketingets Erhvervsudvalg 2001-03, formand for Venstres folketingsgruppe fra 19. marts 2003 og statsrevisor fra 25. marts 2003. 2004 blev han Ridder af 1. grad af Dannebrog.